# سایامو کودومو: کلینیک روانپزشکی کودکان
سایامو کودومو: کلینیک روانپزشکی کودکان (リエゾン ーこどものこころ診療所ー Riezon -Kodomo no Kokoro Shinryōjo) مجموعه مانگای ژاپنی به نویسندگی یوساکو تاکیمورا و تصویرگری یونچان است. این فیلم در مجله مانگا سینن کودانشا در مارس ۲۰۲۰ به چاپ پیوسته شد. یک برنامه تلویزیونی هشت قسمتی از ژانویه تا مارس ۲۰۲۳ پخش شد.

## خلاصه داستان
سایاما تاکو متخصص اطفال در حومه شهر یک کلینیک روان‌پزشکی تأسیس می‌کند. او به دلیل ابتلا به اوتیسم، بیش از هرکسی بیمارانش را درک می‌کند.

## بازخورد
این مجموعه در سال ۲۰۲۳ نامزد چهل و هفتمین جایزه مانگای کودانشا در بخش عمومی شد.
تا نوامبر ۲۰۲۴، این مانگا بیش از ۲٫۲ میلیون نسخه در تیراژ داشت.